# RWD-23
RWD-23 – dwumiejscowy samolot szkolny, zaprojektowany przez Andrzeja Anczutina i wykonany w wytwórni RWD. Łoże silnika do tego samolotu zaprojektował Tadeusz Chyliński.
Samolot został oblatany z początkiem 1939 r. przez Eugeniusza Przysieckiego na Okęciu w Warszawie. W czerwcu zakończono próby fabryczne i rozpoczęto budowę drugiego prototypu, zmodyfikowanego zgodnie z uwagami zebranymi podczas lotów z pierwszym prototypem. Przewidywano, iż samolot ten zastąpi szeroko wykorzystywane w lotnictwie polskim do szkolenia pilotów samoloty RWD-8. Firma otrzymała zamówienie na 10 egzemplarzy samolotu, jednak wybuch wojny uniemożliwił realizację projektu. Prototypowy egzemplarz samolotu został zniszczony na początku wojny we wrześniu 1939 r.

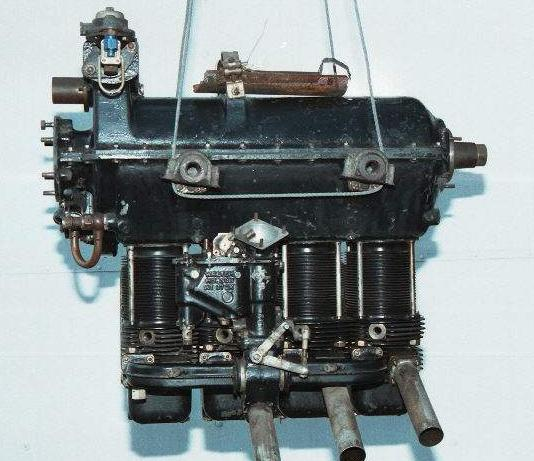
Silnik rzędowy, czterocylindrowy, chłodzony powietrzem, Walter Mikron II